# Franciszek Górski (Botaniker)
|  | Dieser Artikel wurde aufgrund von formalen oder inhaltlichen Mängeln in der Qualitätssicherung Biologie zur Verbesserung eingetragen. Dies geschieht, um die Qualität der Biologie-Artikel auf ein akzeptables Niveau zu bringen. Bitte hilf mit, diesen Artikel zu verbessern! Artikel, die nicht signifikant verbessert werden, können gegebenenfalls gelöscht werden. Lies dazu auch die näheren Informationen in den Mindestanforderungen an Biologie-Artikel. |

Franciszek Górski (* 6. August 1897 in Wola Pękoszewska nahe Skierniewice, Russisches Kaiserreich; gestorben 7. Januar 1989 in Krakau) war ein polnischer Botaniker, Professor an der Jagiellonen-Universität und Mitglied der Polnischen Akademie der Wissenschaften.